# Východní Evropa

Východní Evropa podle The World Factbook

Východní Evropa podle dělení Evropy pro účely statistik OSN

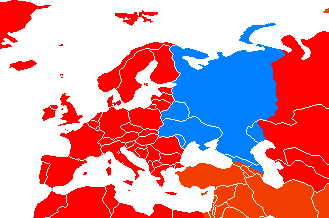
Východní Evropa bez pobaltských států

Východní Evropa je východní část Evropy. Použití termínu je nestálé a je velmi závislé na kontextu. Do východní Evropy obvykle spadá Ukrajina, evropská část Ruska, Bělorusko, Moldavsko a malými částmi svého území zasahují také státy Ázerbájdžán, Gruzie a Kazachstán. Někdy se do východní Evropy počítají také pobaltské státy: Estonsko, Lotyšsko, Litva.
Protože značná část východní Evropy leží na severu a byla přístupna přes Baltské moře – a města jako Petrohrad, Novgorod a Moskva leží severněji než mnohá města Skandinávie – tak se do poloviny 19. století severozápadní Rusko zpravidla přiřazovalo k severní Evropě.
Krajinu východní Evropy vyznačuje východoevropská rovina, rozléhající se až k pohoří Uralu a řece Uralu, které na jejím východě dělí Evropu od Asie a na severu k Severnímu moři.

## Státy východní Evropy
- Estonsko
- Litva
- Lotyšsko
- Bělorusko
- Moldavsko
- Gruzie (část)
- Rusko (část)
- Ukrajina
- Ázerbájdžán (část)
- Kazachstán (část)

Další státy bývají různě zahrnovány do východní, střední, jihovýchodní, nebo severní Evropy:
- Bulharsko
- Česko
- Estonsko
- Maďarsko
- Litva
- Lotyšsko
- Polsko
- Rumunsko
- Slovensko

## Historický pojem

Přibližný rozsah

Z pohledu dějinného zahrnuje východní Evropa Ukrajinu, evropskou část Ruska, Bělorusko a Moldavsko. Často se do ní také zahrnují kavkazské země Gruzie, Arménie a někdy dokonce i Ázerbájdžán. Historicky a kulturně jsou východoevropské země pod vlivem pravoslavné církve a byly – na rozdíl od Osmanskou říší ovládaného Balkánu – pod vládou Ruska.
Země a kultury východní Evropy se – stejně jako země a kultury jihovýchodní Evropy – buď vůbec nepodílely, nebo jen zanedbatelně, na společenském vývoji ovlivněném renesancí, reformací a osvícenstvím. To ovšem neplatí pro části západní Ukrajiny a částečně Běloruska, kde působil silný polský vliv (na Zakarpatí pak uherský).

## Etnický, kulturní pojem
V etnickém, jazykovém a kulturním smyslu je coby východní Evropa nepřesně označována ta část Evropy, která je obydlena Slovany. Toto označení není věcně správné, protože slovanské národy jako Poláci nebo Češi se svojí kulturou i historickým vývojem zásadně odlišují od východních a jihovýchodních Slovanů. Nepřesnost tohoto termínu je ještě prohloubena skutečností, že pod pojem Východní Evropa se v tomto kontextu zařazují též neslovanské země jako Moldavsko, Maďarsko a Rumunsko.

## Politický pojem
Z pohledu Západu se za studené války jako východní Evropa běžně označovaly všechny komunistické země Evropy, včetně bývalé NDR. Dodnes je tento zeměpisně zjednodušený název používán i pro středoevropské země, které ke komunistickému bloku dříve patřily – Česko, Maďarsko, Polsko, Slovensko. V souvislosti se snahou zmírnit toto označení, které vnímají obyvatelé středoevropských zemí poměrně pejorativně, se začal používat termín Střední a Východní Evropa. I přesto se však odkaz na staré rozdělení světa objevuje. Během finanční krize v letech 2008 a 2009 došlo na začátku roku 2009 k poklesu důvěryhodnosti ve východoevropské trhy, což oslabilo všechny měny i ve Střední Evropě.

## Kritika pojmu
Pojem „východní Evropa“ bývá často v zemích střední Evropy považován za urážlivý kvůli spojitosti s komunismem a Ruskem. Obyvatelé střední Evropy tak často prosazují, aby byli označováni za Středoevropany, nikoliv Východoevropany.
Po rozpadu komunismu v SSSR a jeho západních satelitech se začalo používat označení střední a východní Evropa (SVE).[zdroj?]